# Juana II de Auvernia
Juana II, condesa de Auvernia y Boulogne (en francés: "Jeanne d'Auvergne"), también conocida como Juana de Boulogne, y Juana, duquesa de Berry, (1378 -. c 1424), era la hija de Juan II de Auvernia (fallecido en 1394), y la segunda esposa de Juan I de Berry. Ella es sin duda más conocida por salvar la vida de su sobrino, el  rey Carlos VI de Francia, durante el desastroso Bal des Ardents (Baile de los ardientes).
Juana nació c. 1378, hija de Juan II, conde de Auvernia y Boulogne y su esposa Alenor de Cominges. El abuelo de Juana, Juan I de Auvernia, era un tío de la  reina Juana de Francia, la heredera anterior de Auvernia y Boulogne; Juan heredó los condados de su sobrino nieto, el hijo de Juana de un matrimonio anterior,  Felipe de Borgoña, que murió sin descendencia. La madre de Juana era una descendiente de Pedro II de Courtenay,  Emperador de Constantinopla, que a su vez era descendiente de Luis VI de Francia.
En 1389, Juana se casó con Juan I de Berry, hijo de Juan II de Francia, cuya esposa había muerto el año anterior. No tuvieron hijos.
A la edad de quince años, Juana estuvo presente en el infame Bal des Ardents organizado por la reina Isabel de Baviera-Ingolstadt, esposa del sobrino del duque de Berry Carlos VI de Francia, el 28 de enero de 1393. Durante este evento, el rey y cinco nobles disfrazados de hombres salvajes, vestidos "con trajes de tela de lino cosidos sobre sus cuerpos y sumergidos en cera de resina o brea para sostener una cubierta de cáñamo gastada", procedieron a bailar encadenados juntos. Al fin, el rey se separó de los otros, y se dirigió a la duquesa, que en broma se negó a dejarlo vagar otra vez hasta que él le dijo su nombre. Cuando el hermano de Carlos,  Luis de Orléans, accidentalmente prendió fuego a los otros bailarines, Juana envolvió al rey con sus faldas, lo que lo protegió contra las llamas y salvó su vida
Tras la muerte de su padre en 1394, Juana se convirtió en condesa de Auvernia y Boulogne.
Juana se quedó viuda tras la muerte del duque de Berry en 1416. Se casó poco después con Georges de la Trémoille, sin embargo, tampoco tuvieron hijos, y los condados pasaron a su prima, María I de Auvernia, después de su muerte en 1424.